# Ceratobaeus intrudae
Ceratobaeus intrudae är en stekelart som beskrevs av Austin 1984. Ceratobaeus intrudae ingår i släktet Ceratobaeus och familjen Scelionidae. Inga underarter finns listade i Catalogue of Life.